# متصدی لباس (فیلم تلویزیونی)
متصدی لباس (انگلیسی: The Dresser) یک تله‌فیلم بریتانیایی به کارگردانی ریچارد ایر است که در سال ۲۰۱۵ منتشر شد. این سریال دربارهٔ رابطهٔ یک بازیگر مسن تئاتر و طراح و متصدی لباس اوست.

## بازیگران
- ایان مک‌کلن
- آنتونی هاپکینز
- امیلی واتسون
- ونسا کربی
- سارا لانکاشایر
- ادوارد فاکس
- تام بروک